# Ма Сіє
Ма Сіє (кит.: 馬希萼; піньїнь: Mǎ Xī'è) — п'ятий правитель держави Чу періоду п'яти династій і десяти держав.

## Життєпис
Був тридцятим сином засновника держави Ма Їня. Прийшов до влади в результаті тривалої боротьби проти свого брата Ма Сіґуана, якого повалив і змусив скоїти самогубство в січні 951 року.
Був зверхнім і жорстоким правителем. Також у Чу залишилось багато чиновників, які не сприйняли його як володаря й вичікували на шанс помститись. Ма Сіє багато часу приділяв розвагам та пияцтву, доручаючи найважливіші справи своєму брату Ма Січуну.
Його правління завершилось 22 жовтня 951 року, коли до нього увірвались офіцери під керівництвом Ма Січуна та схопили свого правителя. Ма Січун не стратив свого брата, а відправив його під почесною вартою до Хеншані. Рік смерті Ма Сіє наразі невідомий, остання конкретна згадка про нього датована початком 953 року.